# Amtshaus Goldberg

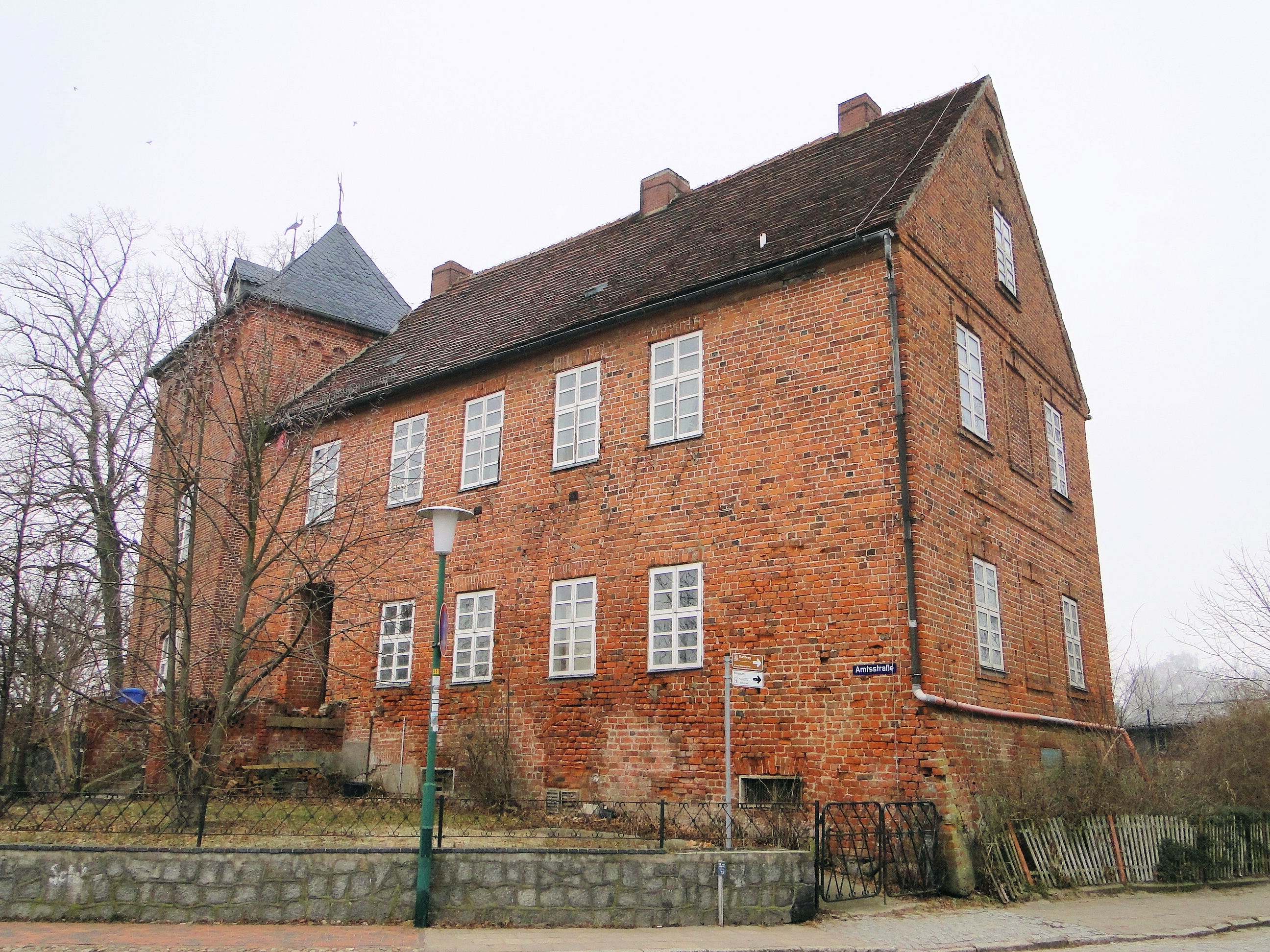

Das Amtshaus Goldberg in Goldberg (Mecklenburg-Vorpommern), Amtsstraße 16 am Ufer des Dobbertiner Sees, wurde im 18. Jahrhundert gebaut.
Das Gebäude steht unter Denkmalschutz.

## Geschichte

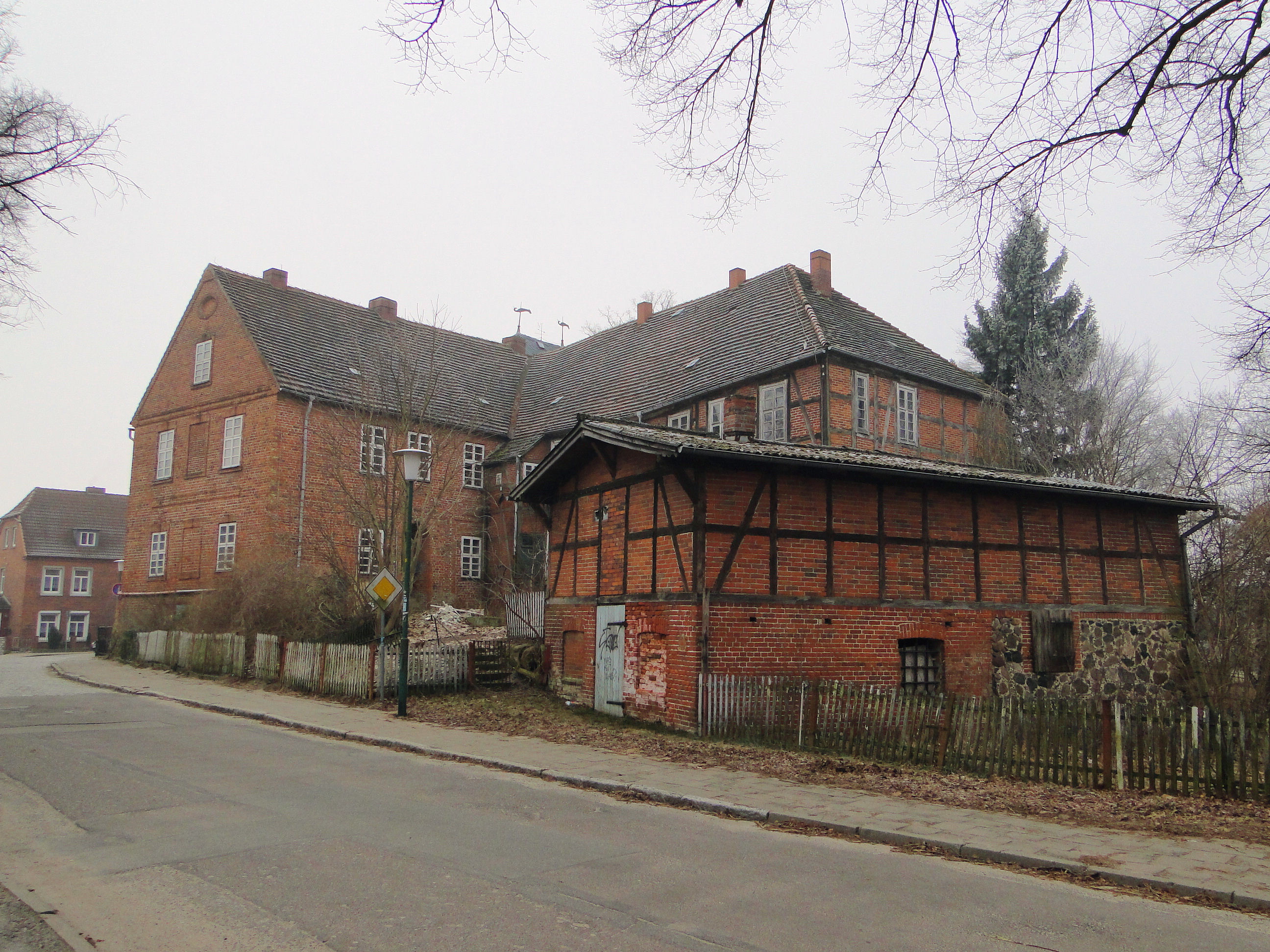

Die Stadt Goldberg mit 3392 Einwohnern (2020) wurde 1227 erstmals als Gols erwähnt und erhielt 1248 das Stadtrecht (civis). Schon in der Slawenzeit soll der Burgwall nordwestlich von Goldberg bestanden haben. Die Burg wird Ende des 13. Jahrhunderts erwähnt, wird aber Pribislaw von Parchim zugeschrieben, der 1238–1256 regierte.
Das zweigeschossige, verklinkerte, klassizistische Backsteingebäude mit dem dreigeschossigen Türmchen mit Walmdach wurde am Ende des 18. Jahrhunderts gebaut. Der rechte Flügel der Anlage in L-Form ist der älteste Teil. Er steht auf den Grundmauern der ehemaligen Burg der Fürsten von Werle von 1316. Der linke Flügel, ein Fachwerkbau, entstand nach 1842 und der Eckturm 1867. Die Wallgräben wurden 1792 zugeschüttet.
In dem früheren herzoglichen Amtshaus auf dem Burgwall befand sich das ehemalige Amtsgericht in Goldberg (heute Amtsgericht Parchim) im früheren Landkreis Parchim.
Im Rahmen der Städtebauförderung erfolgte um 1995 die Sanierung der Gebäude. In der Anlage mit Büronutzungen finden regelmäßig Veranstaltungen wie das Festival Amtsrock statt.